# 월드 와이드 웹 컨소시엄

W3C 아이콘.

월드 와이드 웹 컨소시엄(영어: World Wide Web Consortium, 축약형은 영어: WWW 또는 W3) 약칭 W3C는 월드 와이드 웹을 위한 표준을 개발하고 장려하는 조직으로 팀 버너스 리를 중심으로 1994년 10월에 설립되었다. W3C는 회원기구, 정직원, 공공기관이 협력하여 웹 표준을 개발하는 국제 컨소시엄이다. W3C의 설립취지는 웹의 지속적인 성장을 도모하는 프로토콜과 가이드라인을 개발하여 월드 와이드 웹의 모든 잠재력을 이끌어 내는 것이다.

## 웹 표준과 가이드라인 개발
W3C는 설립목적인 웹 표준과 가이드라인 개발을 수행하고 있으며, 지금까지의 결과로 지난 10년간 80여개의 W3C 권고안을 발표하였다. W3C는 또한 교육과 소프트웨어 개발에 관여해 왔고, 그리고 웹에 관하여 토론할 수 있는 열린 포럼을 개최해 왔다. 웹의 모든 잠재력을 이끌어내기 위해서 가장 기본적인 웹 기술은 상호 간의 호환성이 있어야 한다는 것, 그리고 어떤 소프트웨어나 하드웨어에서도 웹에 접근할 수 있어야 한다는 것이다. W3C의 이러한 목표를 "웹 상호운용성 (Web Interoperability)" 이라고 한다. W3C는 웹 언어와 프로토콜에 대한 공개(반독점적인) 표준을 제정하여 시장 분열과 웹의 분열을 피하고자 한다.
팀 버너스리(Tim Berners-Lee)와 운영진은 W3C를 웹 기술에 대한 컨센서스를 이끌어내는 산업 컨소시엄으로 발전시켜왔다. 유럽 핵물리 연구기관(European Organization for Nuclear Research, CERN)에서 근무하던 1989년에 월드 와이드 웹을 개발한 팀 버너스리는 W3C가 창립된 1994년부터 현재까지 W3C Director 직책을 맡고 있다. W3C는 2004년 12월에 창립 10주년을 기념하여 웹과 W3C의 과거와 미래에 관한 심포지엄을 보스턴에서 개최했다.

## 국제적인 컨소시엄인 W3C
전 세계 곳곳에 위치한 다양한 분야의 기관들은 웹 표준화를 위해 벤더에 중립적인 기구인 W3C에 참여한다. 웹 표준 제정에 큰 공헌을 한 W3C의 기술전문직원과 회원은 국제적인 인정을 받고 있다. 점점 다양해지는 하드웨어, 소프트웨어 그리고 사람들의 요구사항을 충족시키면서, 웹이 미래에도 지속적으로 성공하기 위해 W3C의 회원(테스티모니알 샘플), 직원, 초청전문가들은 함께 힘을 모아 기술을 설계해 나가고 있다.
W3C의 국제적인 활동은 또한 세계적으로 40여개가 넘는 국가, 지역, 국제 기관과의 관계 (liaison)를 활성화하는 것을 포함하며, 이는 W3C의 월드 와이드 웹 개발의 국제적인 참여를 유지하는 데 도움을 준다.

## W3C 표준
다음은 W3C가 제정한 WWW 관련 표준 목록이다.
- CSS
- CGI
- DOM
- HTML
- RDF
- SVG
- SOAP
- SMIL
- WSDL
- XHTML
- XML
- XML 정보 집합
- XPath
- XQuery
- XSLT